# Минаков, Егор Иванович
Егор Иванович Минаков  (10 (22) апреля 1854 — 21 сентября (3 октября) 1884) — российский революционер, близкий к организации «Народная воля».
Происхождением из семьи одесских чиновников. Участник революционного кружка М. Я. Геллиса. В феврале 1879 года Минаков и Говорухин, члены Одесского революционного кружка, заподозрили Н. Гоштофта, занимавшегося по поручению кружка пропагандой среди рабочих, в шпионстве и совершили на него покушение. Однако провокатор Гоштофт остался жив, а Минаков и Говорухин были арестованы. За покушение на убийство был осуждён на 12 лет каторги.
Вторично был судим 26 марта — 1 апреля 1880 года по процессу организации М. Я. Геллиса. Срок каторги был увеличен до 30 лет. По дороге на Кару бежал с этапа в Енисейской губернии, вскоре был пойман и осуждён на каторгу без срока.

30 апреля 1882 года совершил неудачный побег вместе с Н. Ф. Крыжановским из Нижнекарийской тюрьмы. В июне 1883 года был заключён в Петропавловскую крепость. В 1884 году переведён в Шлиссельбург. Через несколько дней после перевода, 24 августа ударил врача Заркевича, которого заподозрил в отравлении. Подать прошение о помиловании Минаков отказался и 21 сентября был расстрелян. 
 Шлиссельбург означал конец надеждам, и Минаков не захотел медленно умирать в новой Бастилии — «колодой гнить, упавшей в ил», как он выразился в своём стихотворении. Он потребовал переписки и свидания с родными, книг и табаку и объявил голодовку, а затем дал пощёчину тюремному врачу Заркевичу. В крепости рассказывали, что пощёчина была дана при попытке врача кормить Минакова искусственно. Но из документов, открытых после революции 1917 года, видно, что Минаков страдал галлюцинациями вкуса и подозревал, что врач подмешивает к пище яд, чтобы отравить его. Если это так, то тем возмутительнее, что человек, психически ненормальный, был предан военному суду и расстрелян.  (В. Н. Фигнер)